# Municipio de Wayne (condado de Minnehaha)
El municipio de Wayne (en inglés: Wayne Township) es un municipio ubicado en el condado de Minnehaha en el estado estadounidense de Dakota del Sur. En el año 2010 tenía una población de 1196 habitantes y una densidad poblacional de 20,56 personas por km².

## Geografía
El municipio de Wayne se encuentra ubicado en las coordenadas 43°32′58″N 96°51′22″O / 43.54944, -96.85611. Según la Oficina del Censo de los Estados Unidos, el municipio tiene una superficie total de 58.16 km², de la cual 57,99 km² corresponden a tierra firme y (0,3 %) 0,18 km² es agua.

## Demografía
Según el censo de 2010, había 1196 personas residiendo en el municipio de Wayne. La densidad de población era de 20,56 hab./km². De los 1196 habitantes, el municipio de Wayne estaba compuesto por el 97,49 % blancos, el 0,67 % eran afroamericanos, el 0,33 % eran amerindios, el 0,08 % eran asiáticos, el 0,5 % eran de otras razas y el 0,92 % eran de una mezcla de razas. Del total de la población el 2,26 % eran hispanos o latinos de cualquier raza.